# F.J. O'Neill
Pour les articles homonymes, voir O'Neill.
F.J. O'Neill, est un homme d'affaires qui fut propriétaire de la franchise de baseball MLB des Cleveland Indians de 1978 à 1986. Il cède son poste de gestion directe du club à Peter Bavasi (président salarié) le 29 novembre 1984 puis vend la franchise à Richard Jacobs le 11 décembre 1986 pour 35,5 millions de dollars plus la couverture des 12 millions de dettes accumulées par le club.